# Sulë Hotla
Sulë Hotla właśc. Sulejman Asip Sulejmani maced. Суљо Отља (ur. 1875 we wsi Oltja k. Kumanowa, zm. 11 października 1947 w Skopju) – albański działacz narodowy związany z Balli Kombëtar, organizator ruchu separatystycznego na terytorium Macedonii.

## Życiorys
Był najstarszym synem Asipa Sulejmaniego. W czasie I wojny bałkańskiej walczył w oddziale Idriza Seferiego przeciwko Serbom i Bułgarom w rejonie Kumanowa. Kiedy w czasie I wojny światowej Kumanowo znalazło się pod okupacją bułgarską, Hotla wstąpił do oddziału WMRO, dowodzonego przez Krastjo Łazarowa i uczestniczył w walkach z serbskimi czetnikami.
W latach 20. XX w., kiedy Macedonia Wardarska została przyznana Serbii, Hotla przyłączył się do ruchu kaczaków. Schwytany przez Serbów w 1924 trafił do więzienia w Kumanowie, które opuścił w roku 1927. Wkrótce potem został wybrany starostą Matejče, funkcję tę pełnił do czasu agresji niemieckiej na Jugosławię w kwietniu 1941. W 1941 Matejče znalazły się pod kontrolą wojsk bułgarskich, a Sulë Hotla otrzymał stanowisko komendanta miejscowej policji. Współpracował z Bułgarami w zwalczaniu partyzantki serbskiej. Podjął współpracę z organizacją Balli Kombëtar i był jednym z jej przedstawicieli na terytorium Macedonii. Od 1943 współpracował z Drugą Ligą Prizreńską kierowaną przez Xhafera Devę.
Po opuszczeniu rejonu Karadak (wschodnie Kosowo) przez oddziały bułgarskie we wrześniu 1944, Hotla przejął nad nim kontrolę, wieszając flagi albańskie na budynkach publicznych i organizując lokalne struktury administracyjne. Na spotkaniu albańskich przywódców narodowych w Sharr, z udziałem Hotli, Idriza Gjilaniego i Xhema Gostivariego podjęto decyzję o utworzeniu ochotniczych sił zbrojnych, które miały bronić ziem albańskich i chronić miejscową ludność. Hotla został mianowany komendantem okręgu Karadak. Łączne siły separatystów liczyły ponad 3000 ludzi.
Do października 1944 dochodziło do sporadycznych starć separatystów z oddziałami NOVJ. W listopadzie  władze Jugosławii rozpoczęły operację Vraca, kierując na obszar objęty rebelią XVI i XVII brygadę, wchodzącą w skład dywizji kumanowskiej NOVJ. Walki trwały do grudnia 1944 i zakończyły się zniszczeniem oddziałów separatystycznych. Hotla podjął próbę ucieczki do Grecji, ale wskutek zdrady został schwytany przez oddział OZNA. Przewieziony do Skopja został stracony 11 października 1947.
Był żonaty (żona Zylbehara), miał pięcioro dzieci (Tahiri, Azem, Mexhdi, Abedin i Shasine). Imię Sulë Hotli nosi jedna z ulic w skopijskiej dzielnicy Çair.